# Ernst Czyhlarz
Ernst Czyhlarz (ur. 1 października 1873 w Pradze, zm. 3 stycznia 1950 w Wiedniu) – austriacki lekarz patolog. Uczeń Antona i Weigerta, autor wielu prac.

## Wybrane prace
- Kruppöse Pneumonie bei chronischer Spitzentuberkulose[1] (1911)
- Die neueren Fortschritte der Medizin in ihrer Bedeutung für die Lebensversicherung (1936)